# Smile (rockegyüttes)
A Smile angol rockegyüttes volt, amelyet 1968-ban alapított Brian May (gitár), Tim Staffell (ének, basszusgitár) és Roger Taylor (dob). Rövid ideig tagja volt az orgonán játszó Chris Smith is. Pályafutásuk során kizárólag előzenekarként koncerteztek, és csak szűk körben, főleg az Imperial College-on voltak ismertek. Bár sikerült lemezszerződést kötniük a Mercury Recordsszal, az egyetemi zenekar státuszból nem tudtak kitörni. Egyetlen kiadványuk jelent meg 1969 augusztusában, az „Earth”/”Step On Me” kislemez, de visszhang nélkül tűnt el a süllyesztőben.
Az együttes azért lett ismert, mert May és Taylor később a Queen tagjaiként világhírűek lettek. Már 1969-ben, a Smile tagjaként megismerték Freddie Mercuryt, aki akkor még más együttesekben énekelt. 1970 elején Staffell kilépett az együttesből, és Mercury került a helyére, akinek a tanácsára felvették a Queen nevet. Évekkel később két kiadványuk jelent meg: 1982-ben csak japánban a Gettin’ Smile, valamint 1998-ban a Ghost of a Smile album, mindkettő az 1969-ben felvett, de azóta meg nem jelent dalaikat tartalmazta.

## Történet

### Megalakulás
Brian May és Tim Staffel az 1984 nevű együttes tagjai voltak 1964 tavaszától 1968 teléig. Az eltelt négy év alatt nem lettek különösebben ismertek, részben emiatt is bomlottak fel. Staffel az Ealing művészeti egyetemen tanult, May pedig az Imperial College-ben készült csillagásznak, ettől függetlenül továbbra is tartották a kapcsolatot, és szándékuk volt egy ütőképes zenekar összehozása. Feladtak egy hirdetést az Imperial hirdetőtábláján, amelyben egy „Mitch Mitchell/Ginger Baker típusú” dobost kerestek. A hirdetésre Roger Taylor is jelentkezett, aki 1967 októberében költözött Cornwallból a fővárosba, és a whitechapeli London Hospital orvos képzőben fogásznak tanult. A meghallgatáson nagy hatást tett a többiekre, akik még sosem láttak azelőtt olyan dobost, aki behangolta a felszerelését. Nem sokkal később csatlakozott hozzájuk Chris Smith is, aki rövid ideig orgonázott az együttesben. Staffel ötletére a Smile nevet vették fel, ugyancsak ő tervezte meg az együttes logóját is: egy mosolygó piros szájat fehér fogakkal. Amikor nem sokkal később küldtek egy demót az Apple-nek is, a válaszban Paul McCartney lényegében mindössze annyit reagált, hogy tetszett neki a logó.
Az együttes 1968. október 26-án mutatkozott be az Imperial College-ben a Pink Floyd előzenekaraként. Az előadást Johann Sebastian Bach D-moll toccata és fúga művével vezették be, majd feldolgozásokat játszottak, például a Moby Grape-től „Can’t Be So Bad” című dalt. Fegyelmezetlen, vad zenét játszottak, sok tempóváltással, és akár húszpercesre nyújtott dalokkal.

### Turnék
Nem sokkal később szerződtek a Rondo tehetségkutató céghez. Sokat játszottak az Imperial College-ben, és nagyrészt csak ott tudtak próbálni is, ezért lassan úgy tekintettek rájuk, mint az egyetem házi együttesére. Az itt adott koncerteken csak előzenekarok lehettek, olyan főelőadók mellett, mint a Pink Floyd, a Yes, vagy a T. Rex. Taylor közbenjárásának köszönhetően több koncertet adhattak Truroban is, ezen alkalmakkor vagy Taylor édesanyjánál, vagy barátoknál szálltak meg. Ezeken a koncerteken már személyzetük is volt: Pete Edmunds road és John Harris hangmérnök. A repertoárjuk nagyrészt feldolgozásokból állt: játszották Tom Hardintól az „If I Was a Carpenter”-t, a Tommy James and the Shondells-től a „Mony Mony”-t. Saját dalaik közt volt Staffel „Earth”-je és May „See What a Fool I’ve Been”-je.
1968 augusztusában Taylor félbehagyta a tanulmányait, csak a zenéléssel foglalkozott. Ezzel szemben May ekkoriban kezdett el diplomamunkáján dolgozni, és még évekig kérdéses volt, tudós lesz-e vagy zenész. 1969. február 27-én az Imperial College-ben az egyedülálló anyák és gyermekeik számára rendezett segélykoncerten léphettek fel, ami nagy lehetőségnek véltek.  A koncert előtt megváltak Smith-től: a billentyűs szerint ő maga lépett ki, mert másfajta zenét akart játszani, Staffel szerint közölték vele, hogy inkább hárman akarnak fellépni, mert rontotta a zenéjük összhangzását. A koncert kellemetlen balesettel kezdődött: Staffel elektromos basszusgitárjának zsinórja túl rövid volt, így amikor az énekes a színpad közepére, a mikrofonhoz tartott, a csatlakozó kicsúszott a gitárjából, és a legelső hangot nem tudta lepengetni. A The Times megjegyezte ezt kritikájában, bár a nevüket nem említette: „a nyugati világ leghangosabb együttese kihúzta a dugót, és elhagyta a színpadot.”

### Lemezszerződés és felvételek
1969 elején Taylor és May megismerték Freddie Mercuryt (akkor még Freddie Bulsara volt a neve), aki Staffel évfolyamtársa volt a művészeti iskolában. Jól kijöttek egymással, a közös kapcsolódási pontjuk Jimi Hendrix volt, akit mindannyian istenítettek. Mercury onnantól kezdve rendszeresen eljárt a próbákra, és sok ötlete volt velük kapcsolatban, például hogy nagyobb hangsúlyt fektessenek a színpadi produkcióra. Rövidesen olyan jó viszonyba kerültek, hogy négyen együtt béreltek lakást az előkelő Ferry Roadon, Taylor és Mercury pedig közös ruhaboltot nyitottak, ahol főleg extravagáns használt ruhákat árultak. A ferry road-i lakásban írták meg Staffel és May a „Doing All Right” című dalt, amely később felkerült a Queen 1973-as debütáló albumára.
1969. április 19-én felléptek a londoni Revolution klubban. Peter Abbey, Taylor évfolyamtársa eljuttatta a koncert felvételeit John Anthony producernek, aki továbbította azt Lou Reiznernek, a Mercury Records egyik vezetőjének. Reiznernek megtetszett a felvétel, és szerződést kötött az együttessel. 1969 júniusában a Trident Studiosban felvettek két dalt John Anthony produceri felügyelete mellett. Anthony később azt mondta, hogy az volt a benyomása, hogy egy „Led Yes” produkciót lát: a Led Zeppelin hatalmas riffjeit, és a Yes harmóniáit keverték. Staffel később azt mondta, hogy kemény, de egyszerre intelligens zenét akartak játszani, „de fegyelmezetten voltunk hangosak, nem akartunk csak az erőre hagyatkozni egy dalon belül. Dinamikus dalokat akartunk.”
1969 augusztusában a Mercury Records Amerikában kiadta az „Eart”/”Step On Me” kislemezt. Az „Earth” Staffel és May közös szerzeménye volt, űrutazásra utaló szöveggel, a „Step On Me” pedig nagyrészt May szerzeménye, amelybe Staffel csak pár sorral segített be. A kislemez bármiféle érdeklődés nélkül eltűnt a süllyesztőben. A Mercury ettől függetlenül nem tett le arról, hogy egy teljes lemezt készítsen az együttessel, így 1969 végén a De Lane Lea Studiosban Fritz Freyer producer társaságában felvettek néhány dalt: az „April Lady” eredetileg Stanley Lucas dala volt, a „Blag” Taylor instrumentális kompozíciója, a „Polar Bear”-t pedig May szerezte, és ő is énekelte.  A dalok azonban nem győzték meg a Mercury döntnökeit, így végül mégsem jelenhettek meg.

### Feloszlás
Az 1969-es év csalódással zárult számukra, nem sikerült befutniuk. May egyre inkább a tudományos munkára koncentrált, és 1970 elején több hétre Tenerifére utazott, hogy részt vegyen egy kutatásban. Mire visszatért, Staffel azzal a hírrel fogadta, hogy kiszáll az együttesből.  Úgy érezte, hogy a Smile nem halad semerre, ő ennél gyorsabban akart befutni, és az a glam rock irány sem igazán tetszett neki, amely felé Mercury tanácsára elmozdultak. A Humpy Bong nevű együtteshez csatlakozott, amely kiadott egy kislemezt, és fellépett egyszer a Top of the Popsban, majd ugyancsak feloszlott. Ezután rövid ideig zenélt még, majd később modellező és tervező lett.
Az énekes nélkül maradt együtteshez 1970 áprilisában csatlakozott Mercury, és az ő tanácsára Queenre változtatták a nevüket. Pár előre lekötött koncertjüket még Smile néven adták, később úgy hirdették őket, hogy „a Queen (az egykori Smile).” Basszusgitárosként rövid ideig Mike Gross, Taylor egykori barátja csatlakozott, majd meghallgatásokat követően John Deacon került a posztra.
1982. szeptember 23-án Japánban megjelent a Gettin’ Smile album, amely az együttes addig meg nem jelent pár dalát tartalmazta. 1992. december 21-én és 22-én a The Cross (Taylor együttese) koncertjén, amelyen May is szerepelt, meglepetésre fellépett Staffell is, és hármasban előadták az „Earth” és „If I Was a Carpenter” dalokat. 1998-ban újra megjelent az együttes hat dala a Ghost of a Smile albumon.

## Diszkográfia
- Gettin’ Smile (1982)
- Ghost of a Smile (1998)

## Koncertek
| Dátum                | Helyszín                              |
| -------------------- | ------------------------------------- |
| 1968 nyara           | PJ's Club, Truro, Anglia              |
| 1968 nyara           | Flamingo Ballroom, Redruth, Anglia    |
| 1968. október 26.    | Imperial College, London, Anglia      |
| 1969. január 31.     | Imperial College, London, Anglia      |
| 1969. február 27.    | The Royal Albert Hall, London, Anglia |
| 1969. február 28.    | Athletic Club, Richmond, Anglia       |
| 1969. március 15.    | Imperial College, London, Anglia      |
| 1969. március 28.    | PJ's Club, Truro, Anglia              |
| 1969. március 29.    | PJ's Club, Truro, Anglia              |
| 1969. április 18.    | PJ's Club, Truro, Anglia              |
| 1969. április 19.    | Revolution Club, London, Anglia       |
| 1969. május 31.      | Whisky A Go Go, London, Anglia        |
| 1969. július 19.     | PJ's Club, Truro, Anglia              |
| 1969. szeptember 13. | PJ's Club, Truro, Anglia              |
| 1969. szeptember 14. | PJ's Club, Truro, Anglia              |
| 1969. október 18.    | College Union, Watford, Anglia        |
| 1969. november 11.   | Imperial College, London, Anglia      |
| 1969. december 6.    | Imperial College, London, Anglia      |
| 1969. december 13.   | The Marquee Club, London, Anglia      |
| 1970. január 31.     | Imperial College, London, Anglia      |
| 1970. április 24.    | Eel Pie Island, Twickenham, Anglia    |
| 1970. szeptember 5.  | Imperial College, London, Anglia      |